# ジャック＝クリストフ・ノード
ジャック＝クリストフ・ノード（Jacques-Christophe Naudot, 1690年頃 - 1762年11月25日）は、フランスの作曲家、フルート奏者。

## 生涯
幼少期についてはほとんど不明で、1719年に結婚していたことが分かっている。作品のほとんどは1726年から1740年の間にパリで発表されている。フルートの名手で、詩人のN.ドネルは『シリンクス - またはフルートの起源』という著書でノードをミシェル・ブラヴェらとともに称えている。
1737年の時点でフリーメイソンに加入しており、後にグランドマスターとなるクレルモン伯のために多くの作品を献呈している。しかし1740年にフリーメイソンへの迫害が発生すると、ノードも短期間であるが投獄された。

## 作品
作品は協奏曲やソナタなど器楽曲が中心で、もっとも著名な作品は『フルート協奏曲 Op.17の5』である。他に1750年に発表したハーディ・ガーディとバグパイプのための『バビオール（フランス語でささいなこと、つまらないもの、がらくたの意味）』などがある。

## 文献
- T.J. Underwood, The Life and Music of Jacques-Christophe Naudot (thèse inédite, North Texas State University, 1970).
- J.M. Bowers, The French Flute School from 1700 to 1760 (thèse inédite, NUniversity of California, Berkeley, 1971).
- R. Cotte, La musique Maçonnique et ses musiciens, ed. du Baucens, Braine-le-Comte, 1975.